# Xyzzors inglisi
Xyzzors inglisi är en rundmaskart som beskrevs av Christian Wieser och Stephen Donald Hopper 1967. Xyzzors inglisi ingår i släktet Xyzzors och familjen Cyatholaimidae. Inga underarter finns listade i Catalogue of Life.